# لیک همیلتون (فلوریدا)
لیک همیلتون (به انگلیسی: Lake Hamilton) شهرکی در شهرستان پولک ایالت فلوریدا است که در سال ۱۹۲۵ بنیان‌گذاری شده‌است. این شهرک طبق سرشماری سال ۲۰۱۰ میلادی، ۱٬۲۳۱ نفر جمعیت داشته و مساحت آن نیز ۱۰٫۲ کیلومتر مربع است.